# Ангарский (Иркутская область)
Ангарский (Ангарстрой) — посёлок в Аларском районе Усть-Ордынского Бурятского округа Иркутской области. Административный центр муниципального образования «Ангарский».

## География
Расположено в 50 км к северо-востоку от районного центра — посёлка Кутулик.

## Внутреннее деление
Состоит из 11 улиц:
- 40 лет Победы;
- Ленина;
- Лесная;
- Маяковского;
- Механизаторская;
- Мира;
- Молодежная;
- Октябрьская;
- Первомайский пер.;
- Урицкого;
- Юбилейная.

## Происхождение названия
Название населённого пункта происходит от названия реки Ангара, на берегу которой стоит посёлок.

## История
Населённый пункт основан в начале 1960-х в связи со строительством Братской ГЭС.

## Инфраструктура
В населённом пункте функционируют школа, ФАП, библиотека, Дом культуры.

## Население
| 2002 | 2010 | 2011 | 2012 |
| ---- | ---- | ---- | ---- |
| 700  | ↘564 | ↘562 | ↗572 |